# 増岡敏和
増岡 敏和（ますおか としかず、1928年12月 - 2010年7月28日）は、日本の詩人。

## 人物・来歴
広島市出身。海軍飛行予科練習生として松山海軍航空隊に入隊。1946年8月中旬、軍隊疎開先の愛媛県深浦町で除隊し広島市に帰郷。広島市への原子爆弾投下により長妹を失い、祖母や母も被爆した。のちに上京し、医療運動に参加、反核の詩を書き続けた。

## 著作

### 単著
- 『サークル運動入門』東邦出版社 1969 東邦ライブラリ 2
- 『八月の詩人 : 原爆詩人・峠三吉の詩と生涯』東邦出版社 1970 東邦選書
- 『広島の詩人たち』新日本出版社 1971 (新日本新書)
- 『民主医療運動の先駆者たち』全日本民医連出版部 1974
- 『サークル活動と大衆組織活動』東邦出版社 1977.10 東邦ライブラリ 4
- 『物語東京民医連史 第1分冊』東京民主医療機関連合会 1978.4
- 『チーム医療と管理 : 技術者集団の民主的運営』新日本医学出版社 1978.11 新日本医学新書 106
- 『我らの中のわが歌 : 増岡敏和詩集』合同出版 1979
- 『医療労働の民主的管理者 : 実践的効果の探究』新日本医学 1980 新日本医学新書 107
- 『謀略放送と1人の男 : 元NHK職員の証言』日中出版 1982.7
- 『原爆詩人峠三吉』新日本出版社 1985.9 新日本新書 354
- 『広島の女 : 散文詩集』あゆみ出版 1985
- 『原爆詩人ものがたり : 峠三吉とその周辺』日本機関紙出版センター 1987.8
- 『ドキュメント西荻窪診療所』西荻窪診療所創立40周年記念誌編纂委員会編集 あいわ出版 1990.12 あいわヒューマンブックス No.14
- 『アバンティポポロ : 増岡敏和詩集』詩人会議出版 1991
- 『虹の碑 : 原爆被爆者証言詩抄』日曜舎 1993
- 『久保全雄医師風雲伝 : 人の心に火を放つ人』久保医療文化研究所 1995.1
- 『花なき薔薇の傍で : 詩集 : 原爆被爆者証言詩抄』日曜舎 1997
- 『光の花 : 詩集』日曜舎 1999.8
- 『茜 : 増岡敏和詩集』十二舎 2002.12
- 『永代までも言問わむ : カンタータ詩集』十二舎 2005.2
- 佐相憲一, 鈴木比佐雄編『増岡敏和全詩集』コールサック社 2012.8

### 共著・編著
- 峠三吉著 ; 峠一夫, 増岡敏和編『峠三吉作品集』上・下 青木書店 1975
- 峠三吉著 ; 増岡敏和編『にんげんをかえせ : 詩集』新日本出版社 1982.7 新日本文庫 111
- 赤木健介著 ; 上原章三, 増岡敏和編『一燈を凝視めて : 赤木健介拾遺集』ながらみ書房 1992.2
- 峠三吉著 ; 増岡敏和編『にんげんをかえせ : 詩集』新日本出版社 1995.1
- 渡辺力人、田川時彦、増岡敏和編『占領下の広島－反核・被爆者運動草創期ものがたり－』日曜舎 1995年
- 原爆と文学の会編『竹筒に花はなくとも : 短篇十人集』日曜舎 1997.7